# Parkers Prairie
Parkers Prairie es una ciudad ubicada en el condado de Otter Tail en el estado estadounidense de Minnesota. En el Censo de 2010 tenía una población de 1011 habitantes y una densidad poblacional de 319,17 personas por km².

## Geografía
Parkers Prairie se encuentra ubicada en las coordenadas 46°9′10″N 95°19′47″O / 46.15278, -95.32972. Según la Oficina del Censo de los Estados Unidos, Parkers Prairie tiene una superficie total de 3.17 km², de la cual 3,15 km² corresponden a tierra firme y (0,65 %) 0,02 km² es agua.

## Demografía
Según el censo de 2010, había 1011 personas residiendo en Parkers Prairie. La densidad de población era de 319,17 hab./km². De los 1011 habitantes, Parkers Prairie estaba compuesto por el 99,21 % blancos, el 0,4 % eran afroamericanos, el 0,1 % eran amerindios, el 0,1 % eran de otras razas y el 0,2 % eran de una mezcla de razas. Del total de la población el 0,4 % eran hispanos o latinos de cualquier raza.

### Evolución demográfica
| 1910 | 1920 | 1930 | 1940 | 1950 | 1960 | 1970 | 1980 | 1990 | 2000 | 2010  | est. 2015 |
| ---- | ---- | ---- | ---- | ---- | ---- | ---- | ---- | ---- | ---- | ----- | --------- |
| 383  | 570  | 631  | 781  | 900  | 884  | 882  | 917  | 956  | 991  | 1.011 | 1.005     |

## Localidades adyacentes
El diagrama siguiente presenta las localidades en un  radio de 24 km alrededor de Parkers Prairie.